# Energiepark Eemshaven

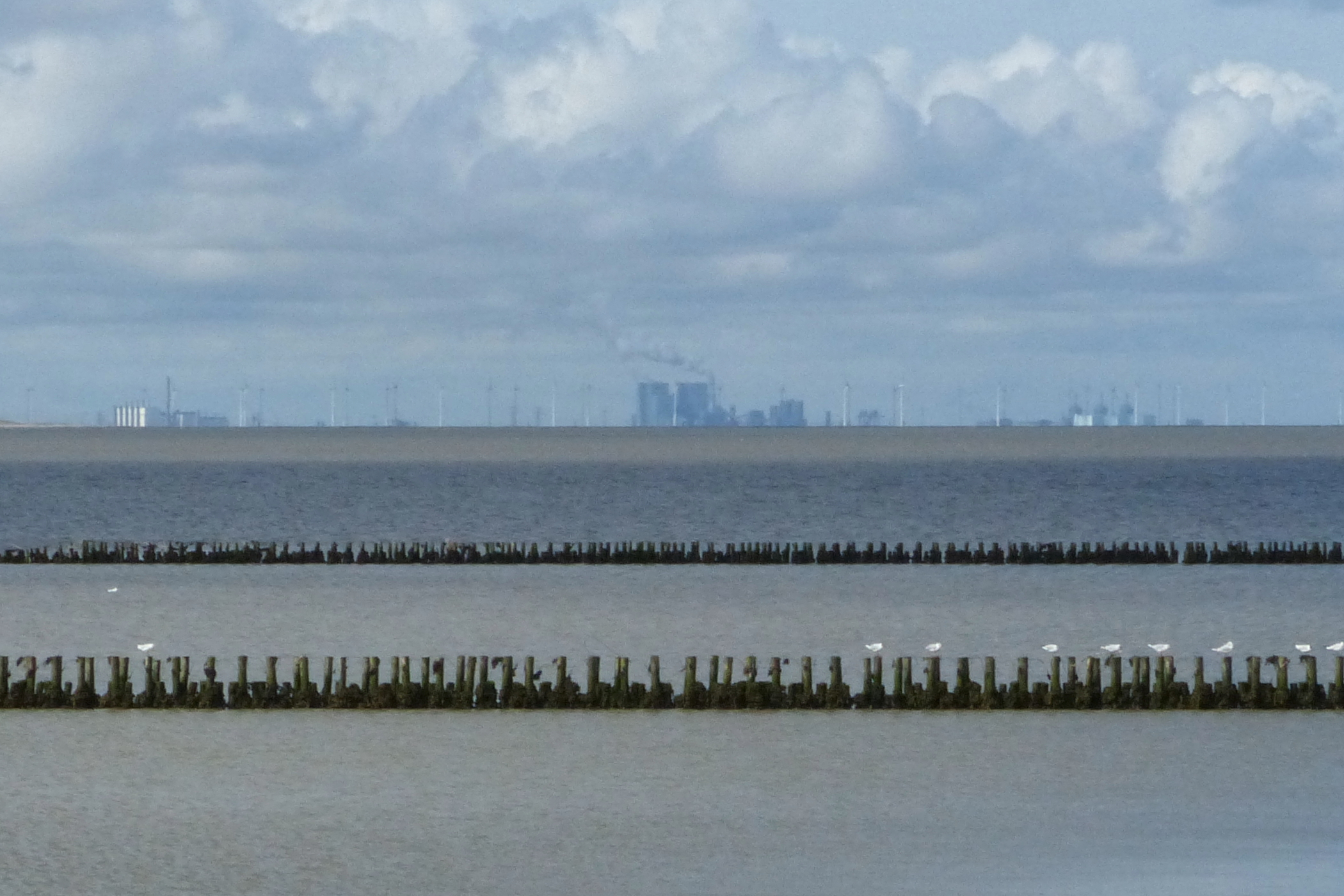
Blick über Leybucht und Außenems auf den Energiepark Eemshaven: von links nach rechts die Großkraftwerke Eemscentrale, Eemshavencentrale (zwei hohe Blöcke) und Magnum (drei weiße Blöcke)

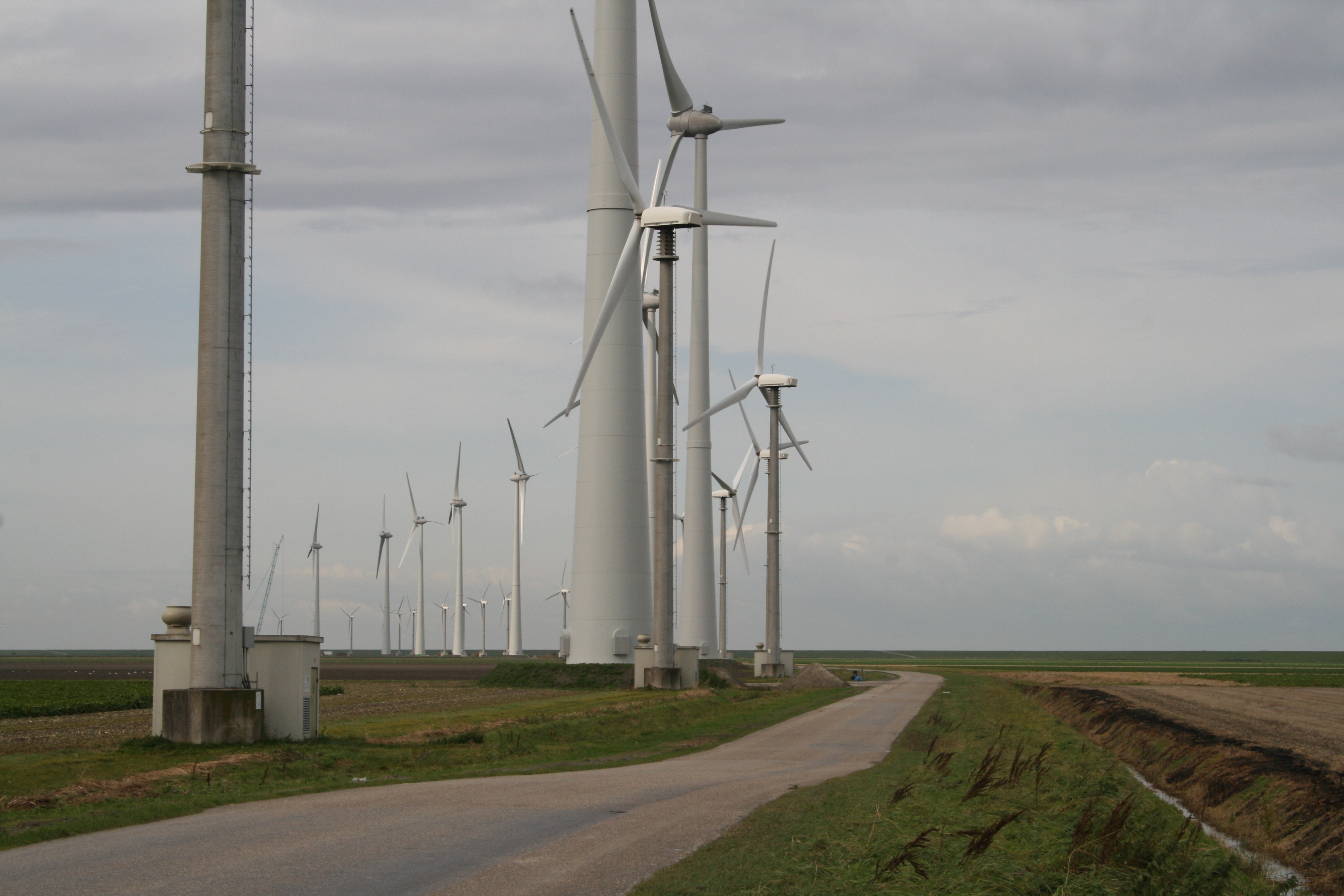
der Windpark Westereems (2008). Die alten kleinen Windkraftanlagen wurden später abgebaut.

Der Energiepark Eemshaven ist ein Industriegebiet mit einer Häufung von Kraftwerken und Energieanlagen in Eemshaven in der niederländischen Provinz Groningen, am linken Ufer der Außenems.

## Entstehung
Das Industriegebiet von Eemshaven wurde in den 1970er Jahren zusammen mit diesem neuen Hafen angelegt. Man errichtete dort das Gas-und-Dampf-Kombikraftwerk Eemscentrale, das 1978 in Betrieb ging, mit Erdgas aus den nahegelegenen niederländischen Lagerstätten unter der Nordsee betrieben wird und heute Electrabel gehört. Das Industriegebiet fand nicht den erhofften Anklang als Standort für Produktionsbetriebe.

## Konzentration auf Stromerzeugung
In den 1990er Jahren begann man, auf Freiflächen des windexponierten Areals Windkraftanlagen zu errichten. Die erste Generation von Turbinen dieses Windpark Westereems wurde um 2008 durch weitaus größere Windkraftanlagen ersetzt. Der Windpark war damals der größte der Niederlande.
Seit der Jahrtausendwende entstanden zwei neue thermische Großkraftwerke, betrieben mit Erdgas bzw. importierter Steinkohle aus Übersee:
- 2013 ging das GuD-Kraftwerk Magnum der niederländischen Vattenfall-Tochter Nuon in Betrieb. Es verfügt über innovative Speichermöglichkeiten und soll in den nächsten zehn Jahren erweitert und auf Erdgas umgestellt werden.
- Das Kohlekraftwerk Eemshavencentrale des RWE bzw. dessen niederländischer Tochter Essent ging 2015 ans Netz. Es liegt zwischen Eemscentrale und Magnum.

Ministerpräsident Mark Rutte brachte 2021 im Wahlkampf Eemshaven als möglichen Standort für ein neu zu bauendes niederländisches Kernkraftwerk ins Gespräch. 
Rob Jetten (Partei D66), Minister für Klima und Energie, schrieb im Dezember 2022 dem Unterhaus, ein Kernkraftwerk in Eemshaven werde „nicht mehr erwogen“.

## Zukunft
Das schweizerische Energieunternehmen Advanced Power plant (Stand Oktober 2022), ein weiteres GuD-Kraftwerk zu errichten und zu betreiben. Es soll Eemsmond Energie heißen.

## Belege
1. ↑   Klaus Max Smolka (FAZ): Kernkraft für die Niederlande (faz.net 12. Dezember 2022)
2. ↑  Advanced Power – Übersicht der Projekte (Memento des Originals vom 2. August 2016 im Internet Archive)  Info: Der Archivlink wurde automatisch eingesetzt und noch nicht geprüft. Bitte prüfe Original- und Archivlink gemäß Anleitung und entferne dann diesen Hinweis.

Koordinaten: 53° 26′ 39″ N, 6° 51′ 22″ O